# Fiat Chrysler Automobiles
Fiat Chrysler Automobiles N.V. (FCA) – dawny koncern motoryzacyjny powstały w 2014 roku w wyniku fuzji włoskiej spółki Fiat S.p.A. z amerykańską Chrysler Group LLC. W styczniu 2021 roku sfinalizowana została kolejna fuzja, w ramach której po połączeniu z francuskim Groupe PSA powstał nowy konglomerat Stellantis.

## Struktura koncernu

### Marki
- Abarth – włoski producent sportowych samochodów działający od 1949 roku,
- Alfa Romeo – włoski producent samochodów działający od 1910 roku,
- Chrysler – amerykański producent samochodów działający od 1925 roku,
- Dodge – amerykański producent samochodów działający od 1900 roku,
- FIAT – włoski producent samochodów działający od 1899 roku,
- Jeep – amerykański producent samochodów terenowych i SUV-ów działający od 1941 roku,
- Lancia – włoski producent samochodów działający od 1906 roku,
- Maserati – włoski producent samochodów sportowych i luksusowych oraz SUV-ów działający od 1914 roku,
- Ram – amerykański producent pickupów działający od 2010 roku.

### Zlikwidowane lub sprzedane
- SRT – amerykańska marka samochodów sportowych działająca w latach 2012–2014, połączona z Dodge,
- Ferrari – włoska marka samochodów sportowych należąca do Fiata, a później do FCA w latach 1988–2016, wydzielona z koncernu.

### Spółki joint venture
- FCA India(inne języki) – indyjsko-włoskie joint venture oferujące pojazdy Fiat, w ramach FCA w latach 2014–2021
- FCA Serbia(inne języki) – serbsko-włoskie joint venture oferujące pojazdy Fiat, w ramach FCA w latach 2014–2021
- GAC FCA(inne języki) – chińsko-włosko-amerykańskie joint venture oferujące pojazdy Fiat i Jeep, w ramach FCA w latach 2014–2021
- Sevel – francusko-włoskie joint venture oferujące pojazdy dostawcze grupy Fiata i PSA, w ramach FCA w latach 2014–2021
- Tofaş – turecko-włoskie joint venture oferujące pojazdy Fiat, w ramach FCA w latach 2014–2021

### Pozostałe przedsiębiorstwa
- Comau(inne języki) – włoskie przedsiębiorstwo branży robotów produkcyjnych
- Teksid(inne języki) – włoskie przedsiębiorstwo branży surowców produkcyjnych
- Magneti Marelli – włoski producent części i komponentów dla branży motoryzacyjnej
- Mopar – amerykański producent i dystrybutor części samochodowych
- La Stampa – włoski dziennik opiniotwórczy
- FCA Bank(inne języki) – włoski bank samochodowy i konsumencki

## Historia

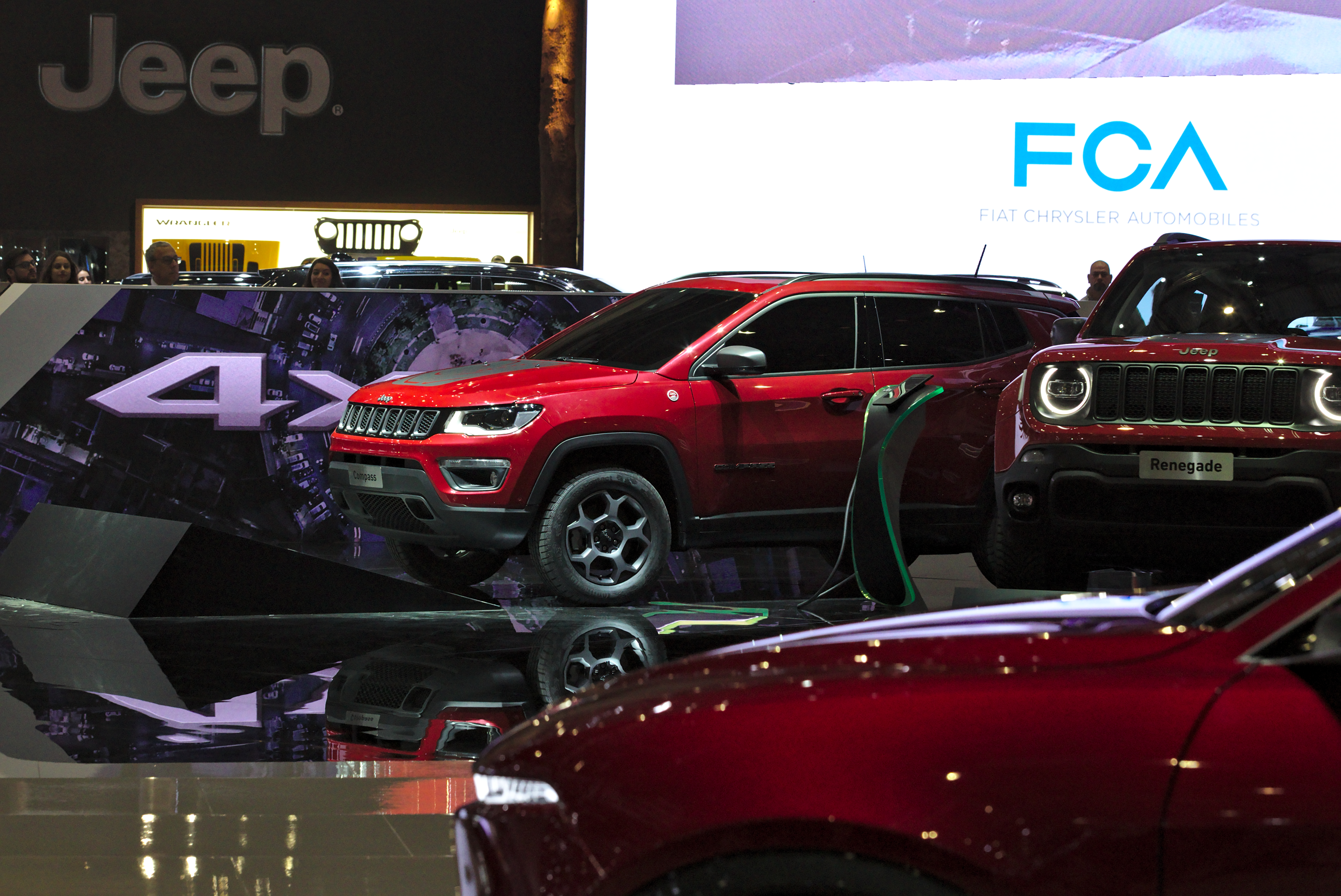
Konferencja prasowa FCA w marcu 2019

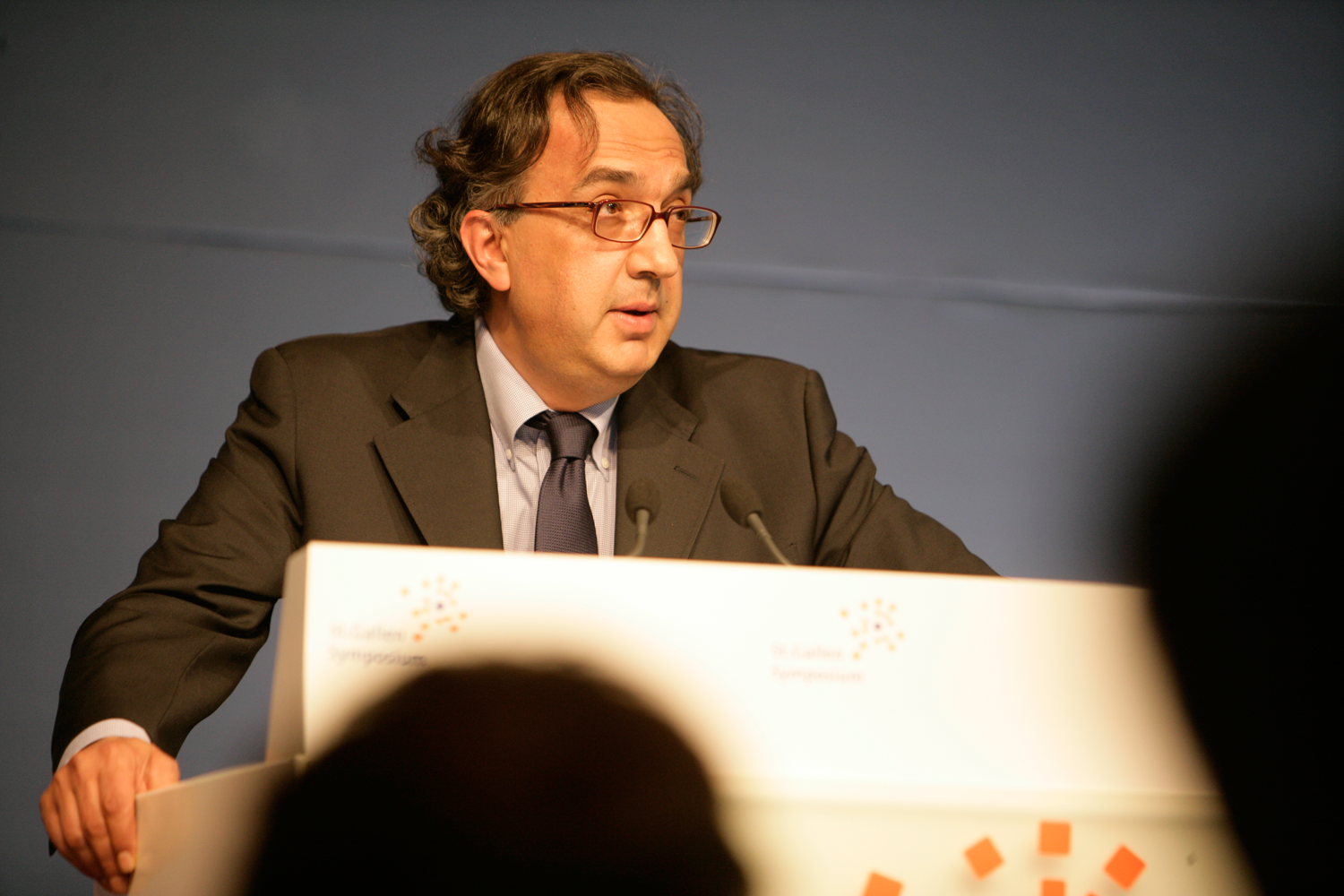
Sergio Marchionne (1952–2018), pierwszy dyrektor generalny FCA

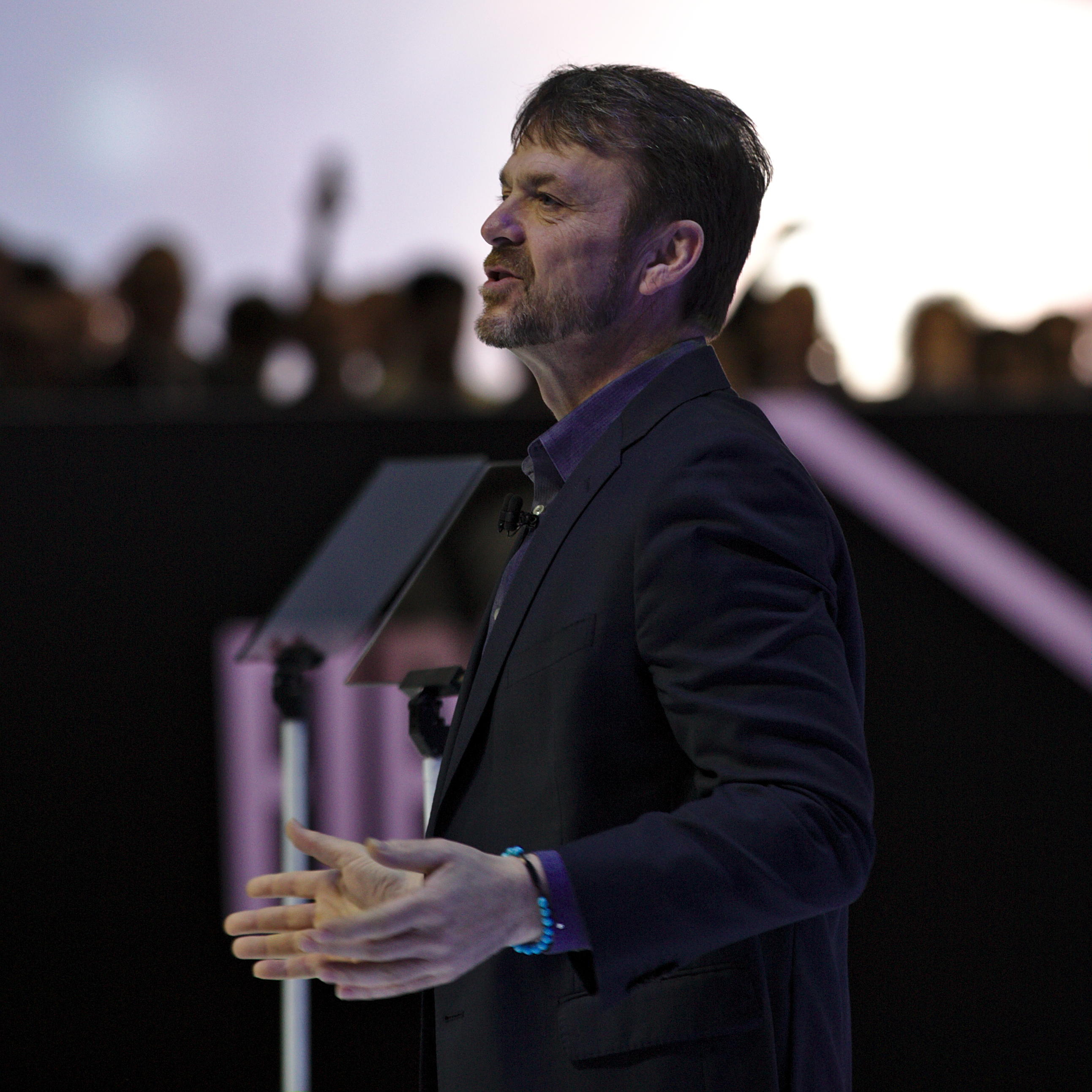
Michael Manley, drugi dyrektor generalny FCA

Zaczątkami istnienia koncernu FCA była zapaść amerykańskiego przemysłu motoryzacyjnego związana z kryzysem finansowym z 2007 roku, na której szczególnie ucierpiał Chrysler. Efektem tego było złożenie wniosku o bankructwo 30 kwietnia 2009 roku na podstawie rozdziału 11. amerykańskiego prawa upadłościowego. W pierwszej połowie czerwca postępowanie upadłościowe zakończyło się po tym, jak akcje Chryslera zakupił w 20% włoski FIAT wraz z amerykańskim oraz kanadyjskim rządem.
Początkowy udział Fiata w akcjach Chryslera był systematycznie zwiększany, do stycznia 2012 roku wynosząc 58,5%. Dwa lata później włoski koncern stał się jedynym właścicielem Chryslera, stając się właścicielem 100% akcji. Koszt całej transakcji wyniósł 4,9 miliarda dolarów amerykańskich.

### Powstanie FCA
29 stycznia 2014 roku FIAT ogłosił razem z Chryslerem, że fuzja podmiotów jest w ostatniej fazie, której efektem było powstanie w październiku tego samego roku nowego, jednolitego, włosko-amerykańskiego podmiotu gospodarczego o międzynarodowym zasięgu rynkowym. Nowy koncern otrzymał nazwę Fiat Chrysler Automobiles N.V., za siedzibę kierownictwa obierając Amsterdam w Holandii, z kolei rezydencję podatkową obejmując w Londynie w Wielkiej Brytanii. Niespełna 2 tygodnie po zakończeniu procesu fuzji Fiata z Chryslerem, zdecydowano się wydzielić dotychczas podlegającą włoskiej części firmę Ferrari. Proces uczynienia z niej oddzielnego podmiotu gospodarczego zakończył się w styczniu 2016 roku.
Przełomowym momentem w dziejach koncernu FCA było nagłe ustąpienie ze stanowiska CEO Sergio Marchionne 21 lipca 2018 roku, wcześniej wieloletniego zarządzającego włoskim Fiatem. Na następcę Marchionne wskazał dotychczasowego prezesa Jeepa, Mike’a Manleya. Decyzja ta motywowana była problemami zdrowotnymi menedżera, którego kondycja gwałtownie pogorszyła się po zabiegu chirurgicznym ramienia. Sergio Marchionne zmarł 25 lipca 2018 roku.
W maju 2019 roku FCA prowadziło zaawansowane rozmowy z francuskim Renault w sprawie fuzji, która polegać miała na podziale akcji 50:50. Rozmowy ostatecznie zostały zerwane z powodu wycofania oferty przez FCA.

### Fuzja z Groupe PSA
Niezależnie od ostatecznie nieudanych negocjacji z Renault-Nissan-Mitsubishi w sprawie potencjalnej fuzji, FCA zasiadło do rozmów także z innym motoryzacyjnym gigantem, Groupe PSA, w kwietniu 2019 negocjując wspólny rozwój przyszłych samochodów elektrycznych. W sierpniu 2019 roku rozmowy zatoczyły szersze spektrum, poruszając także kwestię potencjalnej fuzji. Media branżowe ponownie poruszyły ten temat w ostatnich dniach października, na dzień przed potwierdzeniem się tych informacji.
31 października 2019 roku Fiat Chrysler Automobiles i Groupe PSA oficjalnie ogłosiło plany połączenia się w jeden międzynarodowy koncern samochodowy o wartości ok. 50 miliardów dolarów oraz rocznej sprzedaży na poziomie 8,7 miliona samochodów, i utworzenia w ten sposób czwartego pod względem wielkości tego rodzaju podmiotu w branży motoryzacyjnej na świecie. Przedstawiciele obu koncernów uzgodnili połączenie się w stosunku 50:50, planując realizację w ciągu kolejnych 12 miesięcy.

### Powstanie Stellantis

Logo Stellantis

W połowie lipca 2020 roku oficjalnie ogłoszono nazwę, jaką przyjmie nowy, francusko-włosko-amerykański koncern powstały w wyniku fuzji FCA i PSA. Nowy podmiot gospodarczy nazwano Stellantis, zaczerpując nazwę od łacińskiego „stello”, oznaczającego tyle co „rozjaśniać gwiazdami”. Finalizacja transakcji miała dobiec końca w IV kwartale 2020 roku, jednak uległa ona opóźnieniu z powodu pandemii COVID-19.
Ostatecznie, po wyrażeniu zgody przez większości akcjonariuszy na połączenie się FCA z francuskim Groupe PSA, nowy podmiot gospodarczy Stellantis rozpoczął swoją działalność 16 stycznia 2021 roku jako czwarty pod względem wielkości koncern motoryzacyjny na świecie.

## Kontrowersje i krytyka

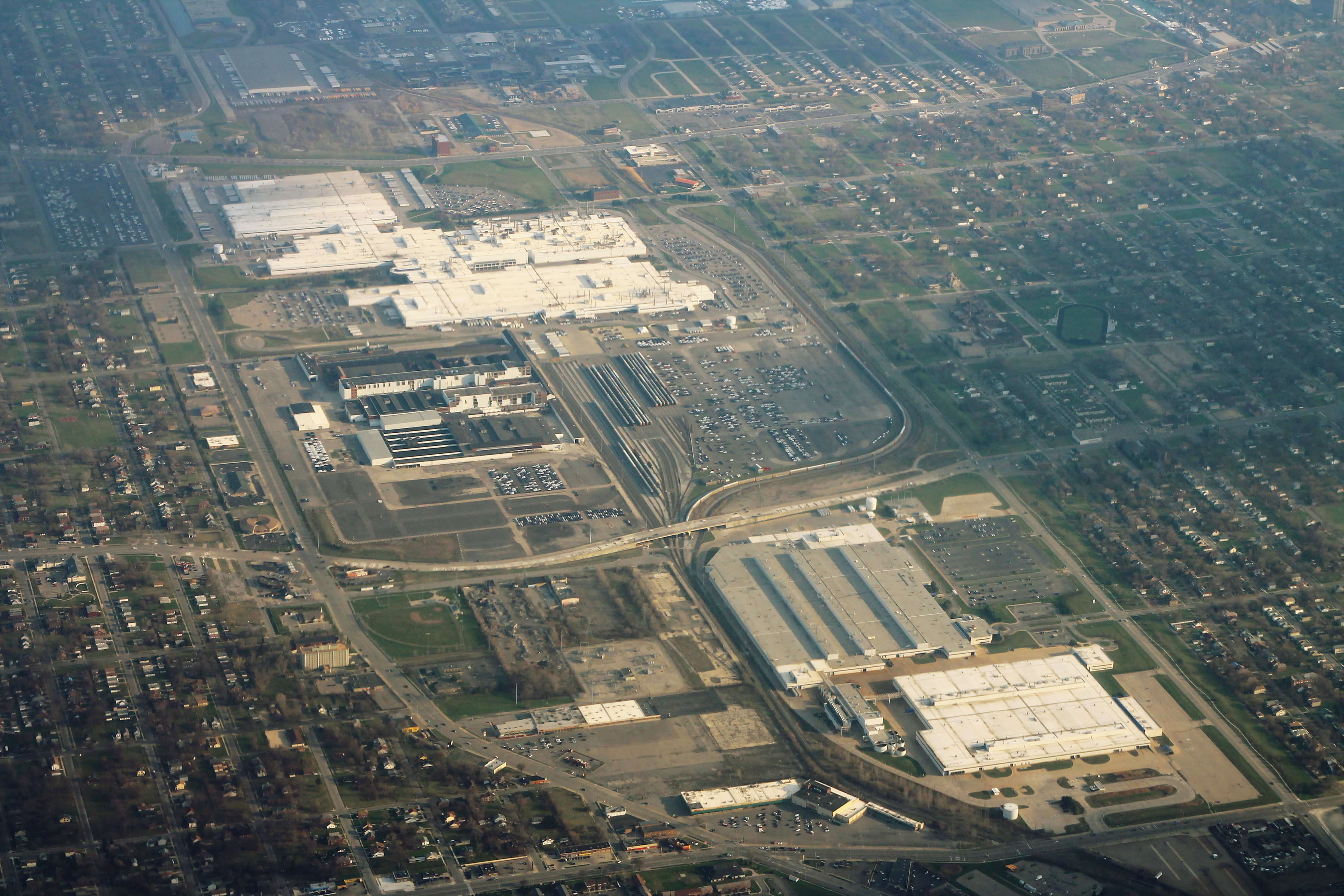
Fabryka FCA w Detroit

### Emisje spalin
13 stycznia 2017 roku Departament Sprawiedliwości Stanów Zjednoczonych rozpoczął śledztwo wobec rzekomego stosowania przez FCA oprogramowania fałszującego wyniki testów emisji spalin przez pojazdy produkowane przez koncern. W maju tego samego roku federalny organ złożył pozew, zarzucając koncernowi Fiat Chrysler Automobiles montowanie nielegalnego oprogramowania w ok. 100 tysiącach pojazdów wyprodukowanych między 2014 a 2016 rokiem. W styczniu 2019 roku FCA zostało zmuszone do zapłacenia 800 milionów dolarów amerykańskich kary za montowanie nielegalnego, fałszującego oprogramowania w pojazdach napędzanych silnikami Diesla.

### Chrysler a Lancia

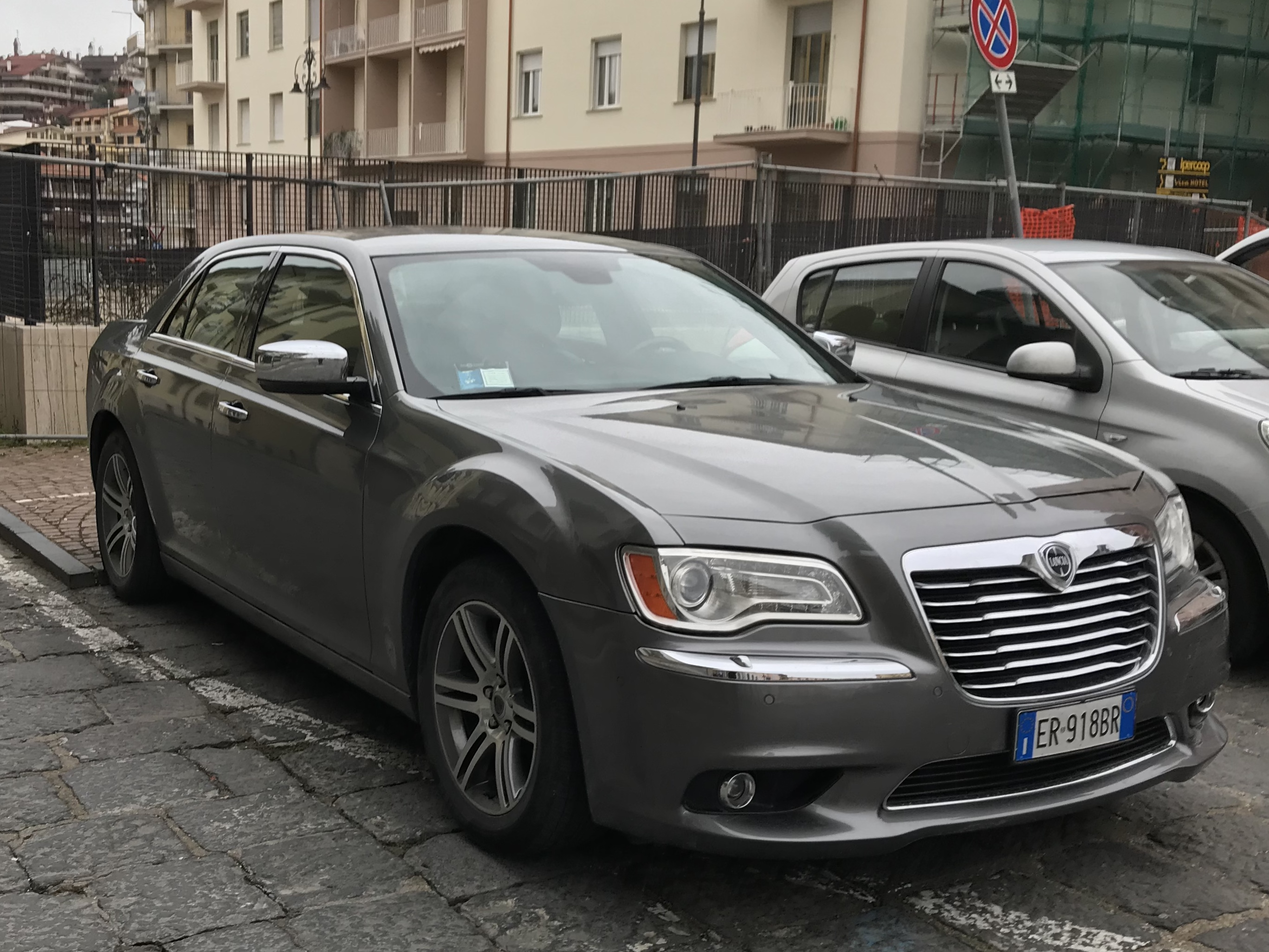
Chrysler 300 jako Lancia Thema

Ówczesny dyrektor FCA, Sergio Marchionne, ogłosił w grudniu 2009 roku decyzję o wycofaniu z rynku europejskiego marki Chrysler, włączając jej wybrane modele w portfolio włoskiej Lancii. W lutym 2011 roku przedstawiono oficjalnie gamę nowych modeli Lancii zapożyczonych od Chryslera. Decyzja motywowana chęcią uzupełnienia oferty włoskiej firmy większymi pojazdami i bardziej przejrzystym podziałem rynków zbytu wśród marek podległych FCA.
Poszerzenie gamy Lancii miało gwarantować jej wzrost sprzedaży do ok. 295 tysięcy sztuk w Europie, jednak operacja ta zakończyła się rynkowym niepowodzeniem. Z 112 tysięcy sztuk, jakie sprzedała w 2010 roku Lancia, jej sprzedaż nie wzrosła, a spadła do 74 313 sztuk w 2014 roku. Zapożyczone od Chryslera modele zniknęły po krótkim cyklu rynkowym, kończąc się na wycofaniu modelu Voyager w 2016 roku po 4 latach sprzedaży.
Nieudana polityka wobec Lancii nie wiązała się z późniejszymi konkretnymi działaniami wobec włoskiego przedsiębiorstwa. Pogrążyło się ono w stagnacji, okrajając swoją ofertę ostatecznie do tylko jednego modelu (Ypsilon) i zasięg rynkowy tylko do rynku włoskiego z 2017 rokiem.

### Polityka wobec Alfa Romeo

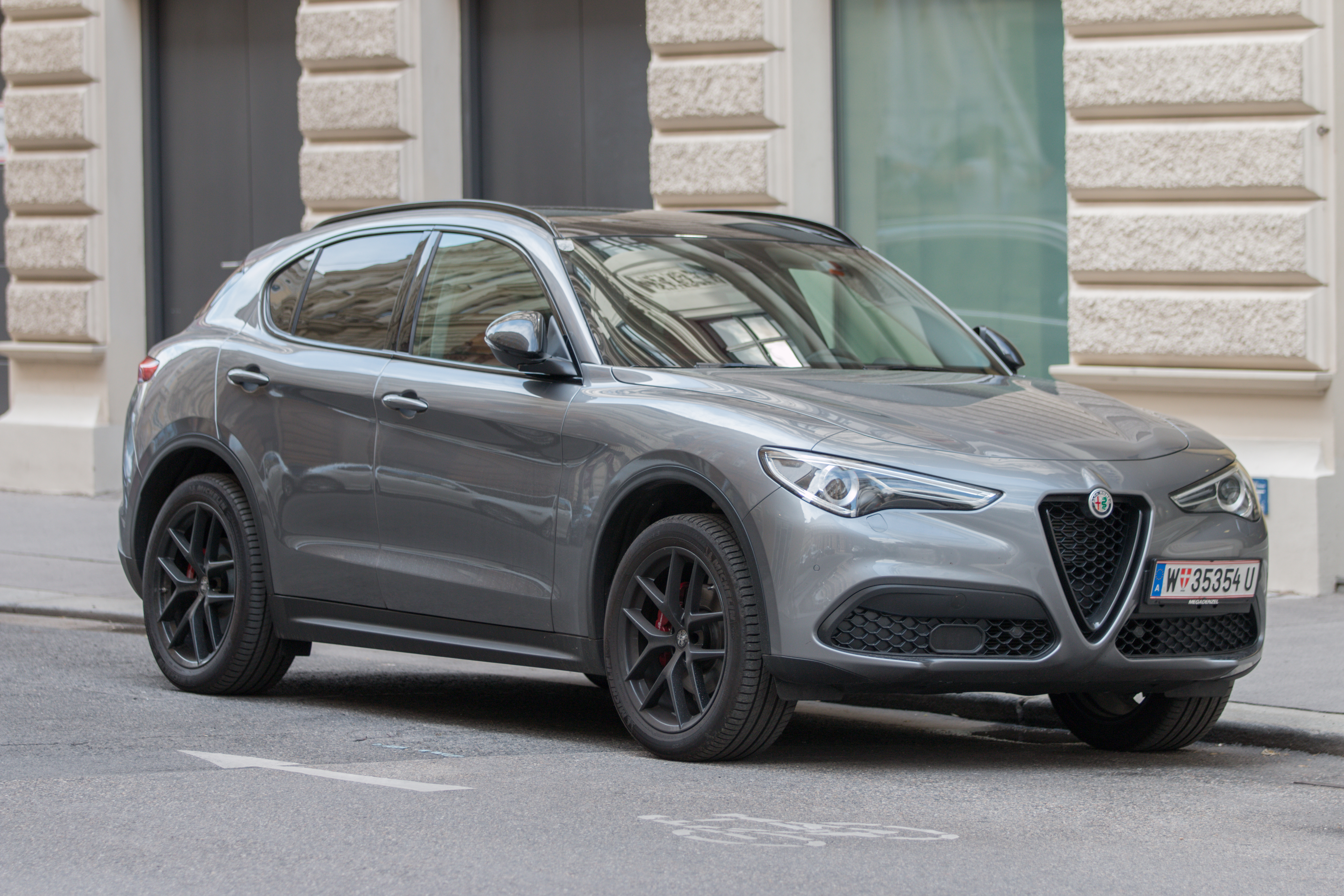
Alfa Romeo Stelvio – jeden z dwóch modeli, jakie udało się wprowadzić marce na rynek na przestrzeni dekady

Fiat Chrysler Automobiles spotyka się z krytyką w mediach motoryzacyjnych z powodu cyklicznie ogłaszanych przez koncern obszernych planów rozwoju portfolio modelowego, które z czasem nie doczekały się pełnej lub jakiejkolwiek formy realizacji. Wielokrotnie rewidowane założenia w szczególnym stopniu nie pokryły się w przypadku marki Alfa Romeo. W 2014 roku miała ona przedstawić 8 nowych modeli, w tym powracając do klasy wyższej za pomocą następcy modelu 166 w 2018 roku.
W styczniu plany ogłoszono, że plany modelowe ulegną opóźnieniu, a pół roku później – całkowicie je zrewidowano. Debiut dużej limuzyny w 2017 roku również został opóźniony, ostatecznie w ogóle nie dochodząc do skutku. Ponownie stało się z zapowiadanym dużym SUV-em i modelem Giulia Coupe, które pomimo zapowiedzi z 2018 roku już rok później, w listopadzie 2019 roku, zostały wycofane z planów modelowych Alfa Romeo.
W efekcie, pomimo obszernych planów modelowych, między 2010 a 2020 rokiem Alfa Romeo zaprezentowało jedynie dwa nowe samochody – średniej klasy sedana Giulia oraz średniej wielkości SUV-a Stelvio.

### Polityka wobec innych marek

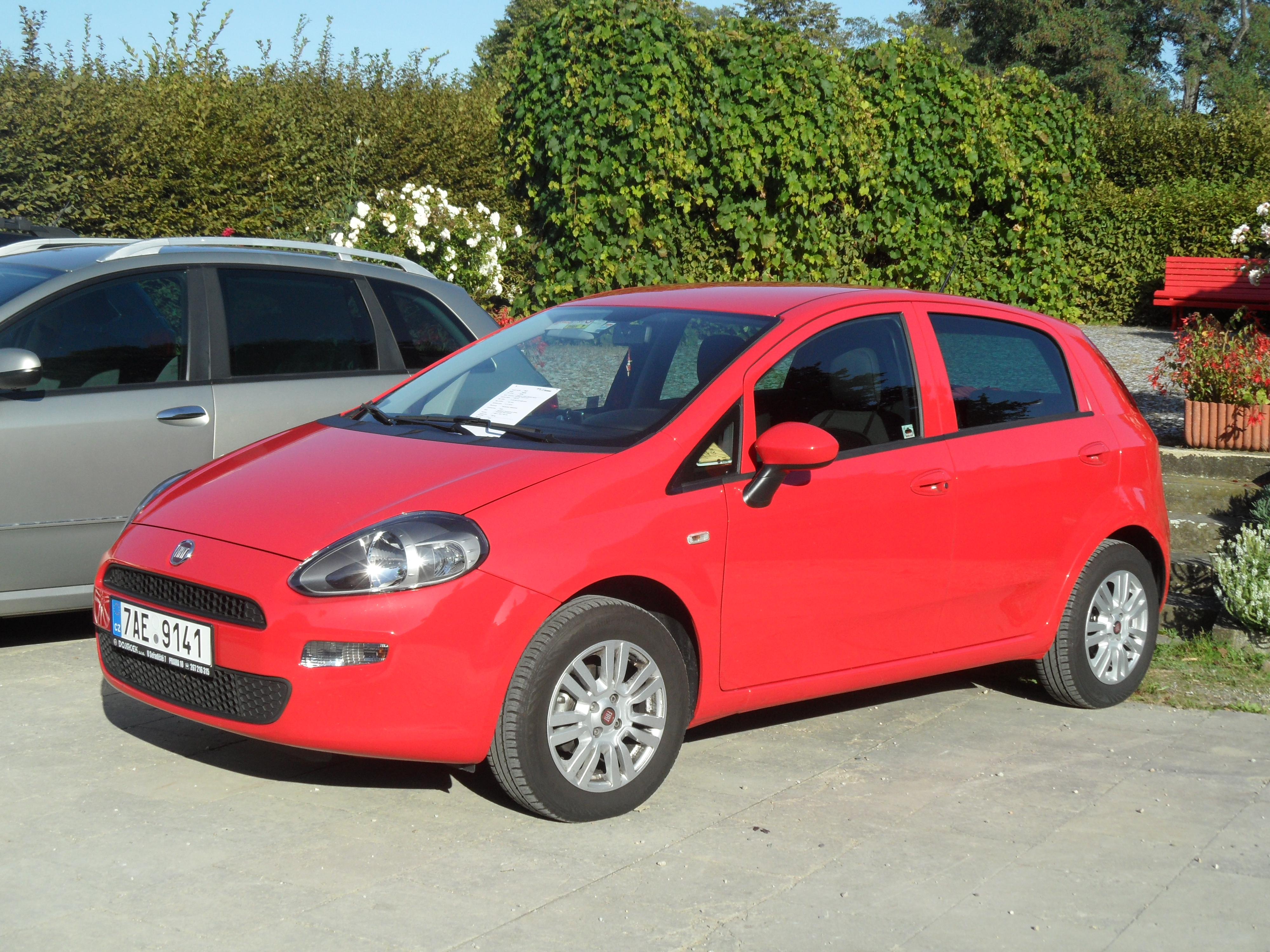
Ostatnia seria Fiata Punto, 2018

Wielokrotnie rewidowane było podejście FCA do marki Chrysler. Według planów z 2014 roku w ofercie miał pojawić się kompaktowy model 100 i nowy SUV, jednak ostatecznie gama zamiast rozwinąć się, to z końcem produkcji sedana 200 w 2014 roku została okrojona do tylko dwóch modeli. W 2018 roku pojawiły się nawet pogłoski o potencjalnej likwidacji Chryslera, jednak ostatecznie informacje te nie potwierdziły się.
Z wielokrotnymi opóźnieniami i przesunięciami spotkała się także marka Maserati na czele z niezrealizowanym projektem modelu Alfieri, a także Jeep. Po ogłoszeniu w 2012 roku powrotu na rynek modelu Wagoneer w 2014 roku, jego debiut przesunięto najpierw na 2019 rok, a ostatecznie odbył się on dopiero w 2020 roku – i to tylko w studyjnej wersji. Seryjny model zaplanowano na 2021 rok, 7 lat po pierwotnej dacie debiutu.
Kontrowersyjną politykę koncern FCA stosuje także wobec macierzystego Fiata. Pomimo wielokrotnych zapowiedzi o następcy, w 2018 roku wycofano z produkcji model Punto bez kontynuacji, a także zapowiedziano koniec produkcji masowych i tanich samochodów marek FCA we Włoszech. Dwa lata później, w lipcu 2020 roku, wbrew tej decyzji ruszyła produkcja nowego, masowego Fiata 500e.

## Fabryki FCA[56]
Stany Zjednoczone
- Sterling Heights
- Warren
- Detroit
- Trenton
- Dundee
- Novi
- Toledo
- Belvidere
- Kokomo
- Tipton

 Kanada
- Brampton
- Toronto
- Windsor

 Meksyk
- Saltillo
- Monclova
- Toluca
- Cuautitlán Izcalli

 Włochy
- Turyn
- Carmagnola
- Werona
- Grugliasco
- Modena
- Cento
- Piedimonte San Germano
- Termoli
- Atessa
- Pratola Serra
- Pomigliano d’Arco
- Melfi

 Polska
- Tychy
- Bielsko-Biała
- Skoczów

 Rumunia
- Oradea

 Francja
- Castres

 Portugalia
- Aveiro

 Serbia
- Kragujevac

 Chiny
- Kanton
- Changsha
- Hangzhou
- Szanghaj
- Kunshan
- Zhenjiang

 Turcja
- Bursa

 Indie
- Ranjangaon

 Brazylia
- Goiana
- Campo Largo
- Betim

 Argentyna
- Cordoba